# Julodinae
Julodinae is een onderfamilie van de familie prachtkevers (Buprestidae). Tot de Julodinae behoren de volgende geslachten:
- Aaata Semenov-Tian-Shanskij, 1906
- Amblysterna Saunders, 1871
- Julodella Semenov-Tian-Shanskij, 1871
- Julodis Eschscholtz, 1829
- Neojulodis Kerremans, 1902
- Sternocera Eschscholtz, 1829